# Brendan Cannon
Brendan Joseph Cannon (Brisbane, 5 aprile 1973) è un ex rugbista a 15 australiano, già tallonatore di Reds, Waratahs e Western Force, nonché 42 volte internazionale per gli Wallabies. A causa di un incidente al collo ha chiuso la carriera nel 2007 e da allora si dedica all'attività di commentatore televisivo.

## Biografia
Professionista dal 1996, Brendan Cannon, originario di Brisbane, ebbe il suo primo contratto con la franchise del suo Stato in Super 12, i Queensland Reds, in cui militò due stagioni.
Dal 1998 a Sydney nelle file dei Waratahs, fu in tale compagine che si impose anche a livello internazionale: esordì infatti negli Wallabies a 28 anni durante il tour in Australia dei British Lions del 2001 e, nel prosieguo della sua carriera internazionale, disputò anche la Coppa del Mondo di rugby 2003, scendendo in campo in sei incontri della manifestazione, inclusa la finale persa contro l'Inghilterra.
Nel 2006 fu ingaggiato dalla neoistituita formazione del Western Force di Perth, che esordiva in quell'anno nel rinnovato Super 14; durante la stagione subì durante una mischia in un incontro con i Crusaders un primo infortunio al collo che lo tenne lontano dal campo di gioco per diverso tempo, tanto da fargli saltare i test di metà anno con gli Wallabies; tornato in Nazionale per i test match autunnali, disputò il suo ultimo incontro con gli Wallabies allo stadio Flaminio di Roma contro l'Italia a novembre, poi ad aprile 2007, quasi un anno esatto dopo l'incidente al collo, ne riportò uno analogo, e sempre contro i Crusaders: su consiglio dei medici, per non compromettere la sua stessa mobilità, Cannon fu costretto a comunicare il suo ritiro immediato dalle competizioni.
All'attivo di Cannon anche un invito dei Barbarians in occasione dell'incontro di Twickenham di fine tour 2004 della Nuova Zelanda.
Dopo il ritiro Cannon si è dedicato principalmente all'attività di commentatore sportivo per Fox Sports; in tale veste si è spesso segnalato per ironia e sarcasmo, come quando definì il collega Timana Tahu (tredicista che ebbe un breve intermezzo nel XV) «un cadetto dello spazio, una nocciolina, un pellicano, un impostore, un mercenario e un muppet» per via delle sue dichiarazioni circa la maggior importanza di aver giocato lo State of Origin (competizione del XIII tra le rappresentative del Queensland e del Nuovo Galles del Sud) rispetto a quella di aver vestito la maglia degli Wallabies.
A luglio 2010 Cannon ha accidentalmente investito suo figlio Sam, di 15 mesi, mentre manovrava in retromarcia con la propria autovettura nel vialetto di casa; nonostante fratture agli arti inferiori e al bacino, il bambino si è salvato; l'incidente è analogo a quello in cui nel 2005 incorse l'altro internazionale australiano Phil Kearns, due volte campione del mondo, che investì accidentalmente la propria figlia rischiando di ucciderla.